# 波德拉謝地區別爾斯克

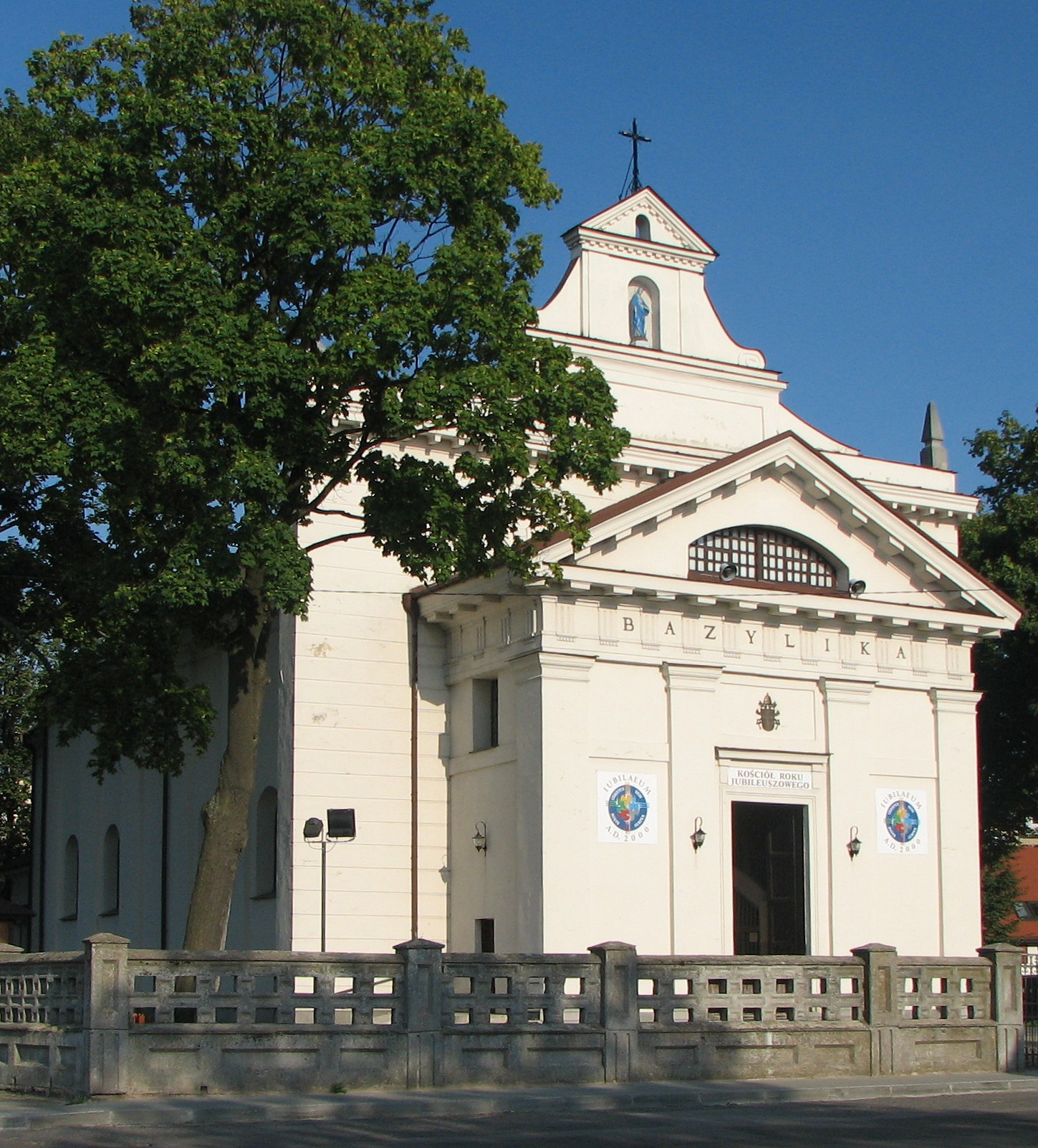

波德拉謝地區別爾斯克是波蘭的城鎮，位於該國東北部，距離首府比亞韋斯托克50公里，由波德拉謝省負責管轄，始建於12世紀，面積26.88平方公里，受大陸性氣候影響，2007年人口26,577。